# Štefan Babinec
Štefan Babinec (31. prosince 1919 – ???) byl slovenský a československý politik Komunistické strany Slovenska a poslanec Sněmovny národů Federálního shromáždění za normalizace.

## Biografie
V roce 1964 se zmiňuje coby účastník zasedání Ústředního výboru Komunistické strany Slovenska. K roku 1976 se profesně uvádí jako předseda JZD.
Ve volbách roku 1976 zasedl do slovenské části Sněmovny národů (volební obvod č. 131 - Humenné, Východoslovenský kraj). V září 1979 mu byl propůjčen Řád Vítězného února. Mandát obhájil ve volbách roku 1981 (obvod Humenné). Ve Federálním shromáždění setrval do konce funkčního období, tedy do voleb roku 1986.